# Matt Henderson
Matt Henderson (né le 1er mars 1974 à White Bear Lake, dans l'État du Minnesota aux États-Unis) est un joueur de hockey sur glace. Il évoluait au poste d'ailier gauche. 

## Biographie

### Carrière junior
Lors des saisons 1992-1993 et 1993-1994, il dispute le championnat de l’United States Hockey League avec les Vulcans de Saint-Paul. Il joue huitante-neuf matchs pour eux, comptabilisant septante-trois points et cent-nonante-quatre minutes de pénalité.
Durant son parcours universitaire, il va jouer pour les Fighting Sioux du Dakota du Nord dans le Championnat de NCAA. Lors de la saison 1996-1997, il remporte le championnat avec ces derniers, étant nommé MVP du tournoi final et figure aussi sur l’équipe d’étoile. En 1997-1998, pour sa dernière année universitaire, il est nommé adjoint au capitaine de l’équipe et recçoit le titre de meilleur joueur défensif de la ligue.

### Carrière professionnelle
Pour la saison 1998-1999, il signe son premier contrat professionnel avec les Predators de Nashville, nouvelle formation au sein de la Ligue nationale de hockey. Il va disputer septante-sept rencontres pour leur club ferme, les Admirals de Milwaukee dans la Ligue internationale de hockey, récoltant trente-huit points et cent-dix-sept minutes de pénalité. Il a aussi l’honneur de disputer 2 rencontres dans la LNH.
En septembre 1999, il est échangé aux Flyers de Philadelphie et va disputer la saison dans leurs clubs fermes, les Phantoms de Philadelphie en Ligue américaine de hockey et les Titans de Trenton en ECHL.
De 2000 à 2003, il s’engage avec les Blackhawks de Chicago, disputant deux cent  vingt-neuf rencontres pour leur club ferme, les Admirals de Norfolk dans la LAH, pour quatre matchs dans la LNH.
Pour la saison 2003-2004, il franchit l’Océan Atlantique et va évoluer pour les Iserlohn Roosters dans le championnat de DEL. En cinquante et une rencontres, il obtient vingt-trois points et cent-cinq minutes de pénalité.

## Statistiques
| Saison     | Équipe                           | Ligue      |    | Saison régulière | Saison régulière | Saison régulière | Saison régulière | Saison régulière |   | Séries éliminatoires | Séries éliminatoires | Séries éliminatoires | Séries éliminatoires | Séries éliminatoires |
| Saison     | Équipe                           | Ligue      | PJ | B                | A                | Pts              | Pun              | PJ               | B | A                    | Pts                  | Pun                  |                      |                      |
| 1992-1993  | Vulcans de Saint-Paul            | USHL       | 45 | 14               | 19               | 33               | 83               |                  |   |                      |                      |                      |                      |                      |
| 1993-1994  | Vulcans de Saint-Paul            | USHL       | 44 | 23               | 17               | 40               | 111              |                  |   |                      |                      |                      |                      |                      |
| 1994-1995  | Fighting Sioux du Dakota du Nord | NCAA       | 19 | 1                | 3                | 4                | 16               |                  |   |                      |                      |                      |                      |                      |
| 1995-1996  | Fighting Sioux du Dakota du Nord | NCAA       | 36 | 9                | 10               | 19               | 34               |                  |   |                      |                      |                      |                      |                      |
| 1996-1997  | Fighting Sioux du Dakota du Nord | NCAA       | 42 | 14               | 17               | 31               | 71               |                  |   |                      |                      |                      |                      |                      |
| 1997-1998  | Fighting Sioux du Dakota du Nord | NCAA       | 38 | 24               | 14               | 38               | 74               |                  |   |                      |                      |                      |                      |                      |
| 1998-1999  | Predators de Nashville           | LNH        | 2  | 0                | 0                | 0                | 2                |                  |   |                      |                      |                      |                      |                      |
| 1998-1999  | Admirals de Milwaukee            | LIH        | 77 | 19               | 19               | 38               | 117              | 2                | 0 | 0                    | 0                    | 0                    |                      |                      |
| 1999-2000  | Phantoms de Philadelphie         | LAH        | 51 | 4                | 8                | 12               | 37               | 5                | 0 | 0                    | 0                    | 4                    |                      |                      |
| 1999-2000  | Titans de Trenton                | ECHL       | 16 | 2                | 4                | 6                | 47               |                  |   |                      |                      |                      |                      |                      |
| 2000-2001  | Admirals de Norfolk              | LAH        | 78 | 14               | 24               | 38               | 80               | 9                | 1 | 1                    | 2                    | 16                   |                      |                      |
| 2001-2002  | Admirals de Norfolk              | LAH        | 74 | 21               | 28               | 49               | 90               | 4                | 0 | 0                    | 0                    | 6                    |                      |                      |
| 2001-2002  | Blackhawks de Chicago            | LNH        | 4  | 0                | 1                | 1                | 0                |                  |   |                      |                      |                      |                      |                      |
| 2002-2003  | Admirals de Norfolk              | LAH        | 77 | 18               | 29               | 47               | 95               | 1                | 0 | 0                    | 0                    | 0                    |                      |                      |
| 2003-2004  | Iserlohn Roosters                | DEL        | 51 | 11               | 12               | 23               | 105              | -                | - | -                    | -                    | -                    |                      |                      |
| Totaux LNH | Totaux LNH                       | Totaux LNH | 6  | 0                | 1                | 1                | 2                |                  |   |                      |                      |                      |                      |                      |

## Transactions
Le 14 juillet 1998, il signe un contrat à titre d’agent libre avec les Predators de Nashville.
Le 27 septembre 1999, il est échangé par les Predators  aux Flyers de Philadelphie, en retour de Paul Healey.
Le 5 septembre 2001, il signe un contrat à titre d’agent libre avec les Blackhawks de Chicago.
Le 23 juillet 2003, il signe un contrat à titre d’agent libre avec les Iserlohn Roosters.

## Récompenses
- 1996-1997 : vainqueur du Championnat de NCAA avec les Fighting Sioux du Dakota du Nord[6]
- 1996-1997 : Nommé dans l’équipe étoile du tournoi final de la NCAA[7]
- 1996-1997 : élu MVP du tournoi final de la NCAA[8]
- 1997-1998 : élu meilleur joueur défensif de l’année en NCAA[9]